# Aeroportul Semey
Aeroportul Semey (IATA: PLX, ICAO: UASS) este un aeroport din Kazahstanul de Est, Kazahstan ce deservește zona Semeı. Aeroportul a fost tranzitat în 2018 de 27.098 de pasageri. A fost numit după zona deservită.
Situat la o altitudine de 232 m, aeroportul dispune de 1 pistă.

## Infrastructură

### Piste
Aeroportul dispune de o singură pistă. Pista 08/26 are suprafața de asfalt și dimensiunile 3.096 m × 45 m. 